# Fokföldi lile
A fokföldi lile (Charadrius pallidus) a madarak osztályának lilealakúak (Charadriiformes) rendjébe, ezen belül a lilefélék (Charadriidae) családjába tartozó faj.

## Rendszerezése
A fajt Hugh Edwin Strickland angol ornitológus írta le 1852-ben. Egyes szervezetek az Ochthodromus nembe sorolják Ochthodromus pallidus néven.

## Alfajai
- Charadrius pallidus pallidus Strickland, 1853
- Charadrius pallidus venustus Fischer & Reichenow, 1884[1]

## Előfordulása
Afrika déli részén, Angola, Botswana, a Dél-afrikai Köztársaság, Kenya, Mozambik, Namíbia, Tanzánia, Zambia és Zimbabwe területén honos.
Természetes élőhelyei a tengerpartok, sós lagúnák és mocsarak. Állandó, nem vonuló faj.

## Megjelenése
Átlagos testhossza 15 centiméter, testtömege 28-44 gramm.

## Szaporodása
|  |  |

## Természetvédelmi helyzete
Az elterjedési területe nagyon nagy, egyedszáma ismeretlen. A Természetvédelmi Világszövetség Vörös listáján mérsékelten fenyegetett fajként szerepel.